# To Aru Kagaku no Railgun
To Aru Kagaku no Railgun (とある科学の超電磁砲 Toaru Kagaku no Rērugan?) es una serie de manga escrita por Kazuma Kamachi e ilustrada por Motoi Fuyukawa, que comenzó la serialización en la edición de abril de 2007 de la revista Dengeki Daioh de ASCII Media Works. El manga es un spin-off de la serie de novelas ligeras To Aru Majutsu no Index, teniendo lugar antes y durante los eventos de esa serie. Una adaptación al anime producida por J.C.Staff fue emitida en Japón entre octubre de 2009 y marzo de 2010, seguida de un OVA lanzado en octubre de 2010. Una segunda temporada titulada To Aru Kagaku no Railgun S se emitió entre abril y septiembre de 2013 y una tercera temporada titulada To Aru Kagaku no Railgun T fue estrenada el 10 de enero de 2020. Se ha anunciado una cuarta temporada.

## Argumento
En la futurista Ciudad Academia, en la que el 80% de los residentes son estudiantes, muchos de los cuales son espers que poseen poderes psíquicos únicos, Mikoto Misaka es la tercera más fuerte de solo siete espers que han recibido el rango de nivel 5. La serie se centra en las aventuras de Mikoto y sus amigas; Kuroko Shirai, Kazari Uiharu y Ruiko Saten, antes y durante los eventos de To Aru Majutsu no Index.

## Personajes
Mikoto Misaka (御坂 美琴 Misaka Mikoto?)
 Seiyū: Rina Satō
La protagonista de la serie, es la tercera esper nivel 5 más fuerte en la Ciudad Académica y apodada «Railgun», por el nombre de su ataque principal, y «biri biri» por Touma, del que está enamorada. Asiste a Tokiwadai, una de las escuelas intermedias más prestigiosas de Ciudad Academia y, a veces, ayuda a su compañera de cuarto Kuroko junto con sus amigas Kazari y Ruiko a llevar a cabo misiones difíciles para Judgment, del cual Kuroko es parte, y que se ocupa de la seguridad en el ciudad.
Kuroko Shirai (白井 黒子 Shirai Kuroko?)
 Seiyū: Satomi Arai
Es la compañera de cuarto de Mikoto en la escuela secundaria Tokiwadai y una de las protagonistas. Una esper nivel 4 con la habilidad de  Teleport (空間移動 Kūkan Idō (Terepōto)?, lit. «Movimiento espacial»), miembro de Judgment, un grupo especial cuya tarea es mantener la paz y el orden en la Ciudad Academia. Está enamorada obsesivamente de Mikoto, a quien llama «Onee-sama» (hermana mayor) y está constantemente buscando la oportunidad de tener una relación física íntima con ella (lo que rara vez se aprecia). Tiende a sentir celos de otras personas que atraen la atención de Mikoto, especialmente Touma.
Kazari Uiharu (初春 飾利 Uiharu Kazari?)
 Seiyū: Aki Toyosaki
Amiga de Kuroko, Ruiko y, posteriormente, de Mikoto, es miembro de Judgement y asiste a la escuela secundaria Sakugawa. Ella es una esper de nivel 1 con cabello corto y negro, en el que siempre usa una corona de flores. Por lo general, tímida y humilde, su personalidad puede cambiar rápidamente para volverse demasiado entusiasta, especialmente si se trata de la vida de la clase alta o, en particular, de lo que involucra a la escuela secundaria Tokiwadai. En varios capítulos del manga bromea diciendo que su habilidad es controlar plantas, sin embargo, en el anime se revela que su habilidad es Thermal Hand (定温保存 Teion Hozon (Sāmaru Hando)?, lit. «Preservación de temperatura fija»), que mantiene todo lo que toca a una temperatura constante. Como no puede manejar cosas calientes o frías, se limita a cosas tibias.
Ruiko Saten (佐天 涙子 Saten Ruiko?)
 Seiyū: Kanae Itō
Es una esper de nivel 0, compañera de clase y amiga de Kazari y una de las protagonistas de la serie. Usa una flor en el lado izquierdo de su cabello, es bastante descarada, especialmente cuando tiende a levantar la falda de Kazari en público y comenta sobre las bragas que usa. Le gusta averiguar sobre leyendas urbanas, la mayoría de las cuales resultan ser ciertas. A pesar de su personalidad descarada, está un poco desanimada por el hecho de que no tiene poder en absoluto. Cuando escucha rumores sobre la difusión de una herramienta especial que aumenta los poderes de esper llamada «Level Upper», se topa con este instrumento, que resulta ser una canción mp3 que explota los sentidos para aumentar sus poderes, y llena de celos lo utiliza, terminando en coma al igual que los demás usuarios. Se recupera poco a poco, Gracias a los esfuerzos de Mikoto, Kazari y el creador del Level Upper, Harumi Kiyama. Mientras estaba bajo la influencia de Level Upper, ella demostró que su habilidad esper es poder manipular el viento. Aparece principalmente y por primera vez en Railgun, aunque hace algunos cameos en To aru majutsu no index.

## Medios

### Manga
To Aru Kagaku no Railgun es ilustrada por Motoi Fuyukawa y comenzó su serialización en la edición de abril de 2007 de la revista Dengeki Daioh de ASCII Media Works. El primer volumen tankōbon fue lanzado por ASCII Media Works bajo su sello Dengeki Comics el 10 de noviembre de 2007 y hasta el 26 de junio de 2025 ha lanzado 20 volúmenes.

#### Lista de volúmenes
| N.º | Fecha de lanzamiento    | ISBN original          |
| --- | ----------------------- | ---------------------- |
| 1   | 10 de noviembre de 2007 | ISBN 978-4-8402-4107-6 |
| 2   | 10 de junio de 2008     | ISBN 978-4-0486-7146-0 |
| 3   | 27 de febrero de 2009   | ISBN 978-4-0486-7719-6 |
| 4   | 27 de octubre de 2009   | ISBN 978-4-04-868169-8 |
| 5   | 26 de junio de 2010     | ISBN 978-4-04-868686-0 |
| 6   | 26 de febrero de 2011   | ISBN 978-4-04-870350-5 |
| 7   | 17 de diciembre de 2011 | ISBN 978-4-04-870976-7 |
| 8   | 27 de octubre de 2012   | ISBN 978-4-04-891101-6 |
| 9   | 27 de agosto de 2013    | ISBN 978-4-04-891844-2 |
| 10  | 26 de julio de 2014     | ISBN 978-4-04-866698-5 |
| 11  | 27 de octubre de 2015   | ISBN 978-4-04-865431-9 |
| 12  | 26 de noviembre de 2016 | ISBN 978-4-04-892365-1 |
| 13  | 27 de noviembre de 2017 | ISBN 978-4-04-893425-1 |
| 14  | 11 de octubre de 2018   | ISBN 978-4-04-912146-9 |
| 15  | 10 de octubre de 2019   | ISBN 978-4-04-912838-3 |
| 16  | 26 de octubre de 2020   | ISBN 978-4-04-913481-0 |
| 17  | 26 de febrero de 2022   | ISBN 978-4-04-914255-6 |
| 18  | 27 de marzo de 2023     | ISBN 978-4-04-914959-3 |
| 19  | 27 de marzo de 2024     | ISBN 978-4-04-915665-2 |
| 20  | 26 de junio de 2025     | ISBN 978-4-04-916457-2 |

### Anime
Una adaptación al anime de 24 episodios, producida por J.C.Staff y dirigida por Tatsuyuki Nagai, fue emitida en Japón entre el 3 de octubre de 2009 y el 20 de marzo de 2010. El anime se recopiló en ocho sets de DVD y Blu-ray lanzados entre el 29 de enero y el 27 de agosto de 2010, cada volumen contiene una serie de cuentos titulada To Aru Majutsu no Index: Kanzaki SS. La serie fue licenciada en América del Norte por Funimation, quien lanzó la serie en DVD el 16 de abril de 2013. Se incluyó un episodio adicional en un libro visual lanzado el 24 de julio de 2010 y un OVA fue lanzado en Japón el 29 de octubre del mismo año. Una segunda temporada de 24 episodios, también dirigida por Nagai, titulada To Aru Kagaku no Railgun S, fue emitida en Japón entre el 12 de abril y el 27 de septiembre de 2013. Fue emitida simultáneamente por Funimation, quien lanzó la serie en DVD en Norteamérica en dos partes el 1 de julio de 2014 y el 19 de agosto de 2014, respectivamente. Otro episodio extra fue lanzado con un libro visual el 27 de marzo de 2014 y una tercera temporada titulada To Aru Kagaku no Railgun T fue estrenada el 10 de enero de 2020.
Se anunció una cuarta temporada en el canal oficial de YouTube de la serie y durante el evento de transmisión en vivo "Dengeki Bunko Winter Festival 2025" el 16 de febrero de 2025.

#### Música
La adaptación al anime de To Aru Kagaku no Railgun tiene cinco temas musicales, dos temas de apertura y tres de cierre. El primer tema de apertura es «Only My Railgun» de fripSide, y el primer ending es «Dear My Friend (Mada Minu Mirai e)» (Dear My Friend －まだ見ぬ未来へ－?  lit. Querido amigo (hacia un futuro que aún no hemos visto)) de Elisa. La canción «Smile (You & Me)» de Elisa, que usa la misma melodía de «Dear My Friend (Mada Minu Mirai e)», aparece como el tema de cierre del episodio doce. El segundo tema de apertura es «Level 5 (Judgelight)» de fripSide y el tercer ending es «Real Force» de Elisa. «Only My Railgun» aparece en los juegos de música arcade de Konami Pop'n Music 20: Fantasia, DanceDanceRevolution X2 y Jubeat Knit. Para el OVA, el tema musical de apertura es «Future Gazer» de fripSide, con el sencillo lanzado el 13 de octubre de 2010, mientras que el tema de cierre es «Special One» de Elisa, cuyo sencillo fue lanzado el 27 de octubre de 2010.
To Aru Kagaku no Railgun S tiene dos temas de apertura y cuatro de cierre. El primer tema de apertura es «Sister's Noise» de fripSide y el primer tema de cierre es «Grow Slowly» de Yuka Iguchi, el último de los cuales fue lanzado el 15 de mayo de 2013. La canción «stand still» de Iguchi aparece como el segundo ending para los episodios 11 y 14. El segundo tema de apertura es «Eternal Reality» de fripSide y el tercer tema de cierre es «Links» de Sachika Misawa. La canción «Infinia» de Misawa aparece como el cuarto ending para el episodio 23.
Para To Aru Kagaku no Railgun T, el primer tema de apertura es «final phase» de fripSide y el primer tema de cierre es «nameless story» de Kisida Kyoudan & The Akebosi Rockets.

### Otros medios
Una serie de historias cortas, titulada To Aru Kagaku no Railgun SS, se incluyeron con los lanzamientos japoneses de To Aru Majutsu no Index y su segunda temporada.
Una novela visual basada en ATo Aru Kagaku no Railgun para PSP fue lanzada el 8 de diciembre de 2011 después de enfrentar varios retrasos, y viene en una edición especial que incluye una figura figma de Kuroko Shirai. El tema de apertura para el juego To Aru Kagaku no Railgun de PSP es «Way to answer» de fripSide.

## Recepción
El tema de apertura de Railgun, «Only My Railgun», ganó la Mejor canción temática en los premios Animation Kobe de 2010.